# جیمز ب. لانگاکر
جیمز ب. لانگاکر (انگلیسی: James B. Longacre; ۱۱ اوت ۱۷۹۴ – ۱ ژانویهٔ ۱۸۶۹) تک‌چهره، حکاکی اهل ایالات متحده آمریکا بود.